# Екстракційне очищення стічних вод
Екстраційний метод очищення стічних вод застосовується при концентрації органічних речовин у стічних водах понад 2 г/л. При подачі екстрагенту він розчиняє органічні сполуки, які містяться в стічних водах. Після розчинення органічних сполук їх концентрація в екстрагенті суттєво перевищує концентрацію в стічних водах. Надалі екстрагент виділяють зі стічних вод, регенерують, вилучають з нього органічні сполуки і знову використовують для очищення.

Рис. 1 — Екстракційна колона.

До екстрагенту, який застосовують для очищення стічних вод, висувають такі вимоги: він має добре розчиняти органічну речовину, що вилучається, і не розчинятися у воді; густина екстрагенту повинна бути більше густини води для їхнього відносно простого розділення. Крім того, бажано, щоб регенерація розчинника здійснювалася легкодоступними методами без втрат екстрагенту.
При очищенні стічних вод як екстрагенти застосовують хлороформ, чотирихлористий вуглець, диізопропіловий і дибутиловий ефіри, бутилацетат, бензол, толуол та ін.
Технологія очищення стічних вод складається з таких послідовних стадій: змішування стічної води з екстрагентом, максимально можливого виділення екстрагенту після розчинення органічних сполук, видалення екстрагенту та його регенерації.
Для змішування екстрагенту з водою у промислових умовах використовують метод протитечійної екстракції, при якому екстрагент і вода рухаються назустріч один одному. При цьому стічні води, як більш легка фаза, рухаються знизу вгору, а екстрагент — зверху вниз. Екстрагент розподіляється по об'єму екстракційної колони (рис. 1) за допомогою насадок, тарілок або механічним перемішуванням.
Для рівномірного розподілення екстрагенту по об'єму екстракційної колони її внутрішній простір заповнюють насадками. Екстрагент подають у верхню частину колони. З метою інтенсифікації очищення, екстрагент подають у декількох точках через інжектори, які розпилюють його на дрібні краплі. Швидкість руху стічних вод у колоні має бути на 15—20 % менше критичної, при якій екстрагент виноситься стічними водами з колони.
Для екстракції можна застосовувати колони з перфорованими сітчастими насадками, колони з рухомими сітчастими насадками, відцентрові екстрактори і екстрактори змішувально-відстійного типу.
Найчастіше екстракцію застосовують для очищення стічних вод від фенолів (екстрагент — бензол).